# Mimoclystia bergeri
Mimoclystia bergeri là một loài bướm đêm trong họ Geometridae.